# Michael Barnsley
Pour les articles homonymes, voir Barnsley (homonymie).
Michael Fielding Barnsley, né en 1946, est un mathématicien britannique, chercheur et entrepreneur ; il est connu pour ses travaux sur les fractales, et son entreprise de compression fractale. Il a obtenu différents brevets logiciels dans cette technologie. 

## Biographie
Il a obtenu un B.A. en mathématiques à l'université d'Oxford en 1968 et un Ph.D. en chimie théorique à l'université du Wisconsin à Madison en 1972 sous la direction de Joseph O. Hirschfelder et Saul Theodore Epstein avec une thèse intitulée « Best Possible Approximations and Bounds for Some Atomic and Molecular Properties (Physical Chemistry) ». 
En 1977-1979, il est chercheur au Centre d’études nucléaires de Saclay, professeur au Georgia Institute of Technology de 1979 à 1991, professeur associé au Center for Dynamical Systems au Georgia Institute of Technology (1999-2000),  professeur associé en mathématiques à l'université de Nouvelle-Galles du Sud (1995-1999), professeur honoraire, Distinguished Fellow à l'université de Melbourne 1998, puis professeur honoraire à l'université de Melbourne (1999-2002), Visiting Fellow en mathématiques à l'université nationale australienne en septembre-novembre 2002 ; depuis 2004, professeur de mathématiques à l'université nationale australienne.

## Recherche
Barnsley a travaillé sur les fractales et les systèmes itérés. On lui doit notamment le théorème du collage. Il est auteur des livres Fractals Everywhere (1988, 2e édition en 2000) et coauteur de SuperFractals (2006).

## Publications
Barnsley est surtout connu par ses livres sur les fractales :
- Michael F. Barnsley, Fractals Everywhere, Second Edition, Academic Press et Morgan Kaufmann (Elsevier-, 2000, 2e éd., 567 p. (ISBN 9780120790692). — Une nouvelle édition par Dover Publications en 2013 fait 1033 pages.
- Michael F. Barnsley et Stephen G. Demko (éditeurs), Chaotic Dynamics and Fractals, Academic Press, coll. « Notes and Reports in Mathematics in Science and Engineering Series », 2014, 292 pages.
- Michael F. Barnsley, Superfractals, Cambridge University Press, 2006, xx +  453 (ISBN 0-521-84493-2, zbMATH 1123.28007).

## Entrepreneur
En 1987, Barnsley fonde la société Iterated Systems Inc. qui est initialement dédiée à la compression fractale (exemplifiée  par la fougère de Barnsley), ultérieurement centrée sur la gestion d'archives d'images et renommée MediaBin. L'entreprise a été racheté en 2003 par Interwoven (en), et depuis Barnsley n'est plus membre de l’entreprise. 

## Famille
Michael Barnsley est le fils de l'auteur Gabriel Fielding (en) et descendant de Henry Fielding.